# Karl Vaupel
Karl Vaupel, auch Carl Vaupel (* 24. November 1896 in Dahlhausen; † 30. Juli 1968 in Essen) war ein deutscher Lehrer, Reformpädagoge und Dichter.

## Leben
Karl Vaupel war der älteste Sohn des Bergmanns Carl Ludwig und Wilhelmine Vaupel, geborene Krampe. Er hatte neun Geschwister. Sein Vater verunglückte 1905, musste einige Jahre von der Familie gepflegt werden und blieb erwerbsunfähig. Die Mutter ernährte die Familie mit einem kleinen Handel. Karl Vaupel arbeitete zunächst ebenfalls unter Tage, entschied sich dann aber für den Lehrerberuf.
Nach dem Abschluss der Volksschule waren die weiteren Stationen seines Lebens: dreijährige Vorbereitung zum Volksschullehrer auf der Präparandie in Essen, Kriegsteilnehmer, Verwundung, Lazarettaufenthalt und Besuch der „Urlaubsschule“ des Reformpädagogen Berthold Otto in Berlin, Lehrerseminar in Hattingen, noch im Soldatenrock Lehrerexamen mit Auszeichnung und seit 1919 Lehrerstelle an der zweiklassigen Volksschule Balkhausen in Nierenhof.
Hier begann die fruchtbarste Zeit seines Lebens, während Karl Vaupel durch seine Kinderbücher, seine literarpädagogischen Aufsätze sowie durch die literarische und musische Tätigkeit seiner Schüler berühmt wurde. Eine Auswahl seiner Schülerbilder war auf den Ausstellungen in Gelsenkirchen, Hamburg, Mailand, London, Tokio und 1931 auf dem Pädagogischen Weltkongreß in Nizza zu sehen. Während dieser Zeit gehörte er als tätiges Mitglied der Künstlervereinigung „Ruhrland“ an, die 1923 von dem in Hattingen geborenen Maler und Arbeiterdichter Otto Wohlgemuth ins Leben gerufen worden war. In dieser Zeit hat er seinen Onkel Karl Krampe ermutigt, seine Erinnerungen zum damaligen Leben an der Ruhr aufzuschreiben.
Im Frühjahr 1933 schlossen sich auf Vorschlag des Lehrers Karl Vaupel „Männer und Frauen aus dem Volke“ zu einer Laienspielschar zusammen. Gleichzeitig gründeten sie die „Freilichtspiele Isenberg als Naturbühne im Hattinger Land auf dem sagenumwobenen Berg unter Felsen und Buchen“. „Hier dichtet und spielt ein Dorf seine eigenen Spiele“, wie es im Briefkopf hieß. Durch persönliche Gespräche mit der Firma L'hoest in Köln, die immer noch Eigentümerin des Burggeländes der Isenburg in Hattingen war, erhielt Vaupel die Erlaubnis, im Bereich des ehemaligen Halsgrabens eine Freilichtbühne anzulegen. Sie wurde zur Sonnenwende am 24. Juni 1933 eröffnet.
In den Schauspielen, die er für die Laienaufführungen verfasste, brachte er versteckt seinen Widerstand gegen das Nazi-Regime zum Ausdruck, so dass seine Freunde nach jeder Aufführung das Schlimmste befürchteten. Er selbst leitete als Spielleiter das Unternehmen und schrieb für die Bühne, die für ihn jetzt die Welt bedeutete. Unterstützt wurde er dabei von seinem Bruder August Vaupel (* 23. Juni 1903 in Dahlhausen; † 27. Mai 1969 in Hagen), der die Komödien, zum Teil in Niederdeutsch, verfasste.
Nach dem Zweiten Weltkrieg wurde Karl Vaupel als Lehrer und Kulturschaffender von den Engländern anderthalb Jahre in ihrem Lager in Recklinghausen interniert. 1947 erfolgte seine Rehabilitierung durch die Entnazifizierungskommission und er trat wieder sein Amt in der Schule an, das er seit 1937 in der zweiklassigen Schule Ketteltasche in Winz-Niederwenigern (heute Ortsteil von Hattingen) ausgeübt hatte.
Die Regierung gab ihre Zustimmung zu seiner Bitte, die dreiklassige Schule als Versuchsschule im Sinne des „Gesamtunterrichts“ umzugestalten. Sie wurde dann mit geldlicher Unterstützung des Landes NRW für diese Unterrichtsform ausgebaut. Es entstanden Gruppen-, Turn-, Bade-, Lese-, Werk-, Foto- und Lehrmittelräume, ein Lehrerzimmer und eine tausendbändige Schülerbücherei. Alle Einrichtungen wurden mit modernsten Mitteln ausgestattet.
Während dieser Zeit schuf Karl Vaupel auf Vorschlag der Regierung in Arnsberg sein Literarpädagogisches Lesewerk, das in einer gegenwartsnahen und der jeweiligen Altersstufe angemessenen Sprache das Sachwissen und die Persönlichkeitsbildung der jungen Leser gleichermaßen fördern sollte. Die beiden ersten Bände dieses Lesewerkes, das den Titel „Lesen und Lauschen“ erhielt, erschienen 1959. Bis 1961 lag dann das Gesamtwerk vor.
Im Jahre 1956 wurde der Reformpädagoge Vaupel in den „Deutschen Ausschuss für das Erziehungs- und Bildungswesen“ berufen. Er gehörte ihm bis 1965 an. Während dieser Zeit war er wesentlich an dem „Rahmenplan zur Umgestaltung und Vereinheitlichung des allgemeinbildenden öffentlichen Schulwesens“ beteiligt.
1962 beendete er seine schulische Tätigkeit als Hauptlehrer der Versuchsschule Ketteltasche in Winz-Niederwenigern. 

## Literarisches Schaffen
- Eines seiner zahlreichen Kinderbücher, Die Kinder und ihre Tiere, wurde 1933 als Entartete Kunst eingestuft und größtenteils vernichtet.
- Die Kinder sagen es. Bilder und Erzählungen von Kindern einer Dorfschule. Deutsche Verlags-Anstalt, Berlin 1929. 72 S. (ULB Düsseldorf)
- Die Kinder und ihre Tiere. Bilder und Erzählungen von Kindern einer Dorfschule. Maier, Ravensburg 1930. 72 S. (StB Mülheim/R., StB Bochum)
- Kinder erzählen. Geschichten von Kindern. Marhold, Halle 1931. 48 S. (= Marholds Jugendbücherei 32) (ULB Düsseldorf)
- Kinder im Industrieland. Beltz, Langensalza 1933. 112 S. (= Aus deutschem Schrifttum und deutscher Kultur, Bd. 378/379)
- Kameraden und Helden unter Tage. Crüwell, Dortmund 1941. 32 S. (= Ennepe-Ruhr, Deine Heimat spricht, Bd. 10/11), herausgegeben vom Westfälischen Heimatbund, Kreisgebiet Ennepe-Ruhr, in Gemeinschaft mit den Schulräten.
- Aus dem Bergischen Sagenschatz. Für die Jugend erzählt. Märkischer Verlag, Lüdenscheid 1956.
- Sprachbildung und literarische Erziehung. In: Erwin Klatt (Hg.): Karl Vaupel, ein Pädagoge des Ruhrgebiets. Neue Deutsche Verlagsgesellschaft m.b.H., Essen 1971, S. 15–62.